# Jesachalm
Die Jesachalm, ist eine Alm in den Villgratner Bergen in der Fraktion Oberrotte der Gemeinde St. Jakob in Defereggen.
Die Jesachalm liegt am Beginn des Tals des Jesachbachs an der Einmündung zum Tal des Stallebachs (Ragötzbach). Die Almflächen umfassen historischen das gesamte Jesachbachtal bis zu den Gratlinien des Auf dem Saam im Westen und des Gratverlauf zwischen Gschritt, Gamsburg und Langschneid im Osten. Nach Süden bildet der Westgrat der Langschneid die Begrenzung der Almflächen zum Scheibenwald.
Zwei Almhütten der Jesachalm (Adresse: Jesachalm 1 und 2) liegen rechts des Jesachbachs kurz vor der Mündung des Jesachbachs in den Stallebach. Zwei weitere Almhütte (Jesachalm 3) liegt rund 700 Meter südlich. Verbunden sind die Hütten durch einen Fahrweg, der über die Hintere Stalle und die Alpe Stalle mit der Ortschaft Pötsch im Defereggental verbunden ist. Mitte des 19. Jahrhunderts bestand die Almsiedlung an der Einmündung des Jesachbachs in den Stallebach aus drei größeren Almhütten. Mitte des 20. Jahrhunderts bestanden wohl vier Hütten am Jesachbach sowie mehrere Hütten entlang des Fahrwegs nach Süden.
Die Jesachalm war um 2004 in Besitz der Brüder Zingerle aus Olang und Reischach. Die Jesachalm wurde im Laufe der Zeit vier Mal zerstört und wieder aufgebaut.
Der Aufstieg auf die Jesachalm erfolgt von Grünmoos durch den Scheibenwald und danach rechts des Stallebach zur Jesachalm.